# Buon Natale... buon anno
Buon Natale... buon anno es una película italiana de comedia y drama de 1989 dirigida por Luigi Comencini. Está basada en la novela homónima de Pasquale Festa Campanile. Por este filme, Virna Lisi fue galardonada con la Cinta de Plata como mejor actriz. La película fue coproducida con Francia, donde se estrenó con el título Joyeux Noël, bonne année.

## Sinopsis
Dos ancianos esposos de Roma, Gino y Elvira, no pueden pagar el alquiler de su casa y se ven obligados a mudarse con las familias de sus dos hijas, que no pueden permitirse el lujo de recibirlos juntos y deciden separarlos. Las dos familias, sin embargo, viven en áreas alejadas la una de la otra y no suelen estar en buenos términos.
A esto se suma un repentino celos de Gino, quien descubre una historia de amor que su esposa había tenido en su juventud antes de casarse. Los dos cónyuges, sin embargo, se reconcilian con motivo de una cena de Navidad en la casa de una de las dos hijas, durante la cual, sin embargo, las dos familias tienen una nueva discusión.

## Reparto
- Virna Lisi es Elvira
- Michel Serrault es Gino
- Consuelo Ferrara es Patrizia
- Paolo Graziosi es Pietro
- Tiziana Pini es Giannina
- Mattia Sbragia es Giorgio
- Francesca Neri es la joven